# 귀래면

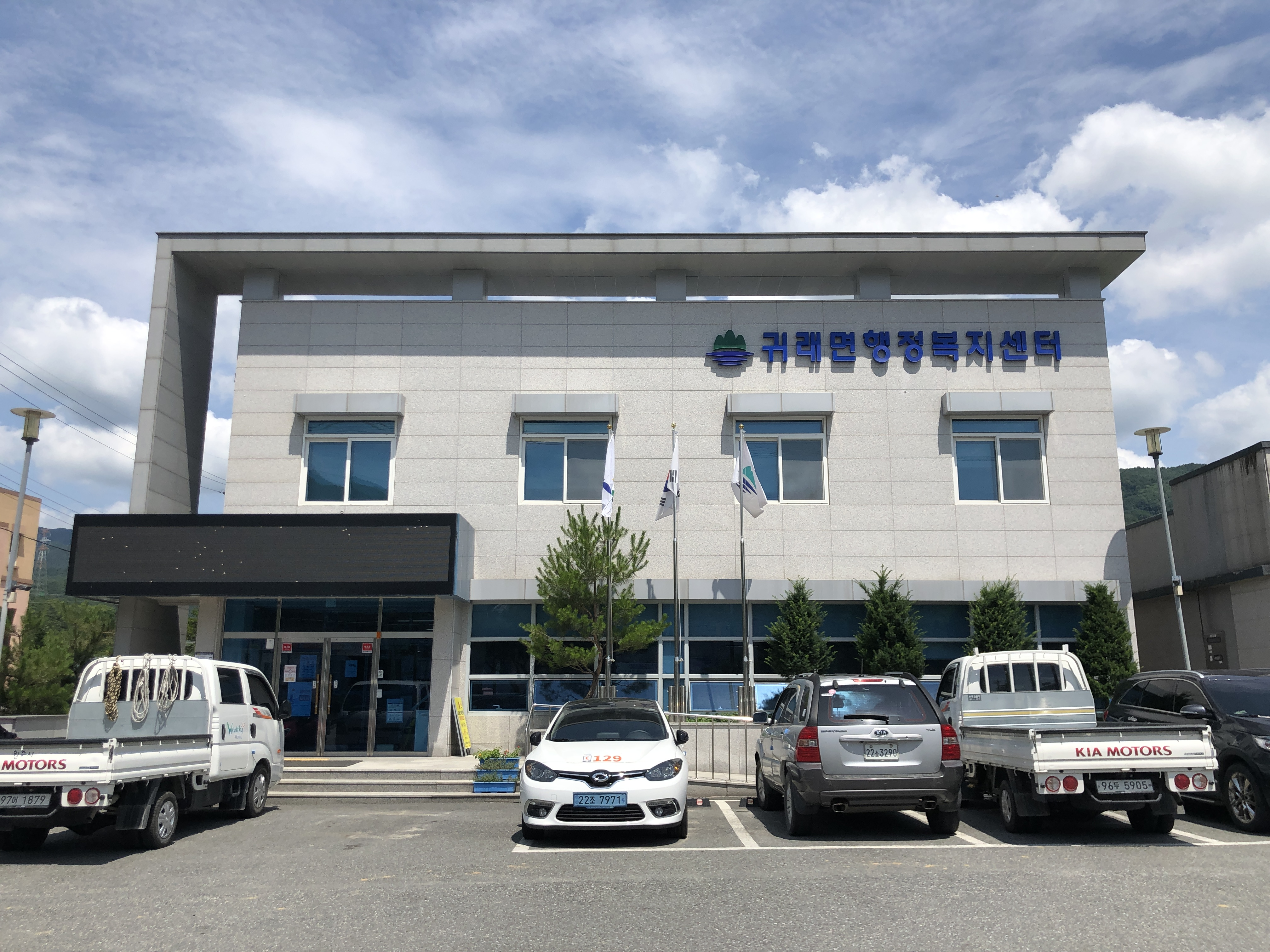
귀래면행정복지센터

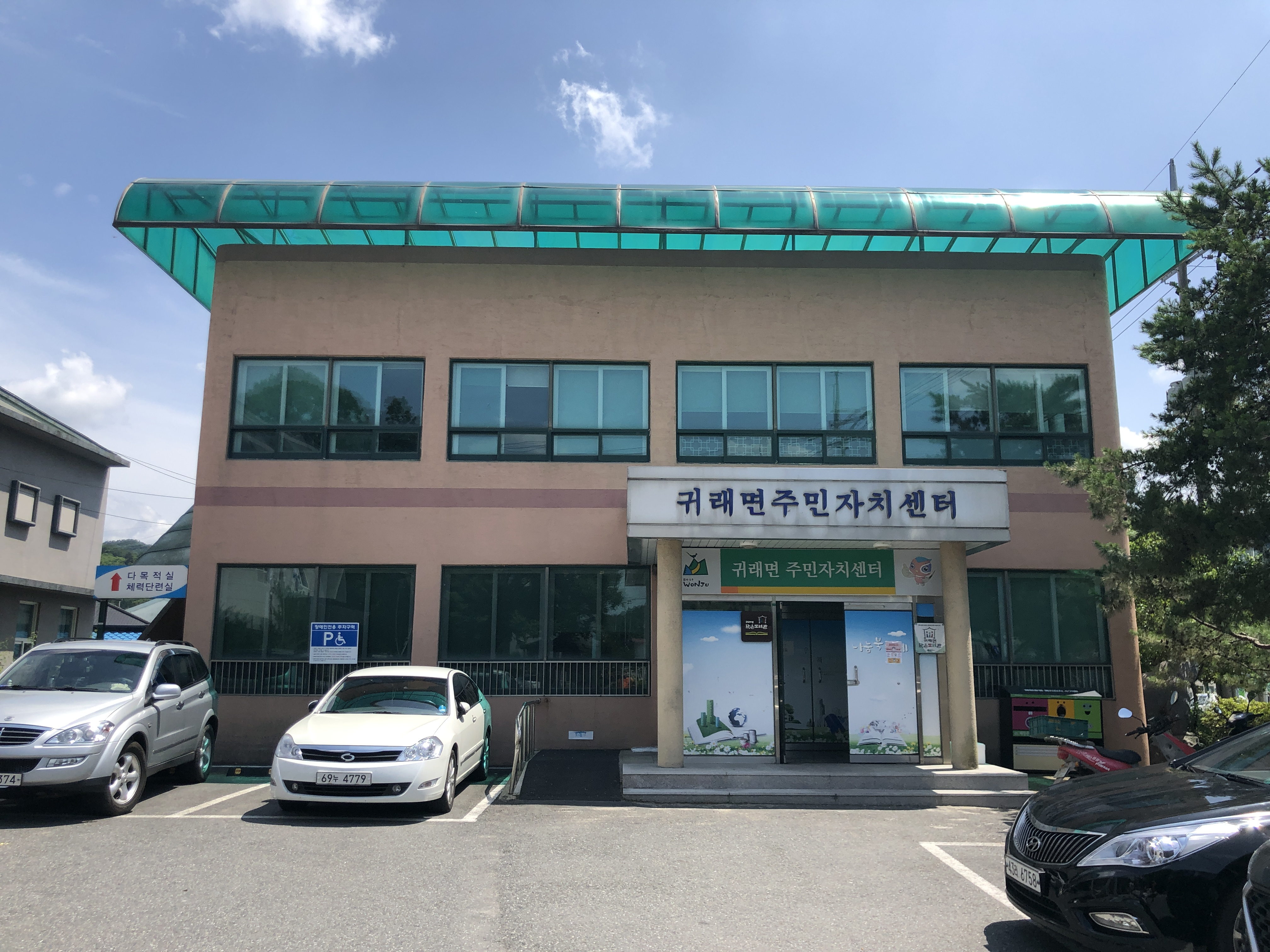
귀래면주민자치센터

귀래면(貴來面)은 대한민국 강원특별자치도 원주시의 면(面)이다.

## 개요
귀래면은 신라말 경순왕이 머물렀다고 하여 귀한 분이 오셨다는 뜻의 귀래(貴來)라고 불리고 있다. 전형적인 농촌지역으로 미륵산과 십자봉, 천은사 계곡과 백운계곡 등 자연환경이 쾌적하고 아름다워 주말이면 많은 사람들이 찾는다.

## 위치
귀래면은 동경 127˚ 4＇, 북위 37˚10＇에 위치하고 있으며, 시청에서 남서쪽으로 24km 떨어져 백운산과 미륵산의 양 수지간에 위치하여 동으로 제천시 백운면, 서쪽으로는 부론면 단강리, 남쪽으로는 충주시 소태면, 북으로는 흥업면 매지리와 접하고 있다.

## 특산물
귀래면의 특산물은 짚풀공예품이 차지하고 있다.

## 산업
전형적인 농촌지역으로 주민의 85% 이상이 농업에 의존하며, 귀래리 일부지역은 석산(화강암 원석 등)지역으로, 운남1리 소재지 지역은 상업지역으로 형성되어 있으나 농업이 주가 되는 산업구조를 갖고 있다

## 교육
- 귀래초등학교 (운남리)
  - 귀운분교 (폐교) - 귀래면 고청길 9 (귀래리)
- 용암초등학교 (폐교) - 귀래면 부귀로 1285 (용암리)
- 귀래중학교 (운남리)

## 거주
운남리 지역은 상가 밀집지역으로 주상복합건물에 거주하면서 상업으로 생계를 유지하고, 귀래리 지역의 석산개발로 일부 주민은 직장생활을 하고 있으나 전형적인 농촌 지역으로써 대다수의 주민은 농사를 지으며 거주하고 있다.

## 문화재
귀래면의 문화재는 문화재자료 제22호로 강원 원주시 귀래면 주포리에 위치하고 있는 주포리 미륵상 및 삼층석탑이다.

## 가볼만한 곳
귀래면의 관광지는 곤충농장, 대한불교 운계사, 미륵산, 백운계곡, 코벤트가든, 불이재미술관, 십자봉, 용현세라믹, 다문화가정 영농조합법인, 천은사계곡이 주요관광지이다

## 법정리
- 운남리(雲南里)
- 운계리(雲溪里)
- 귀래리(貴來里)
- 주포리(周浦里)
- 용암리(龍岩里)

## 갤러리

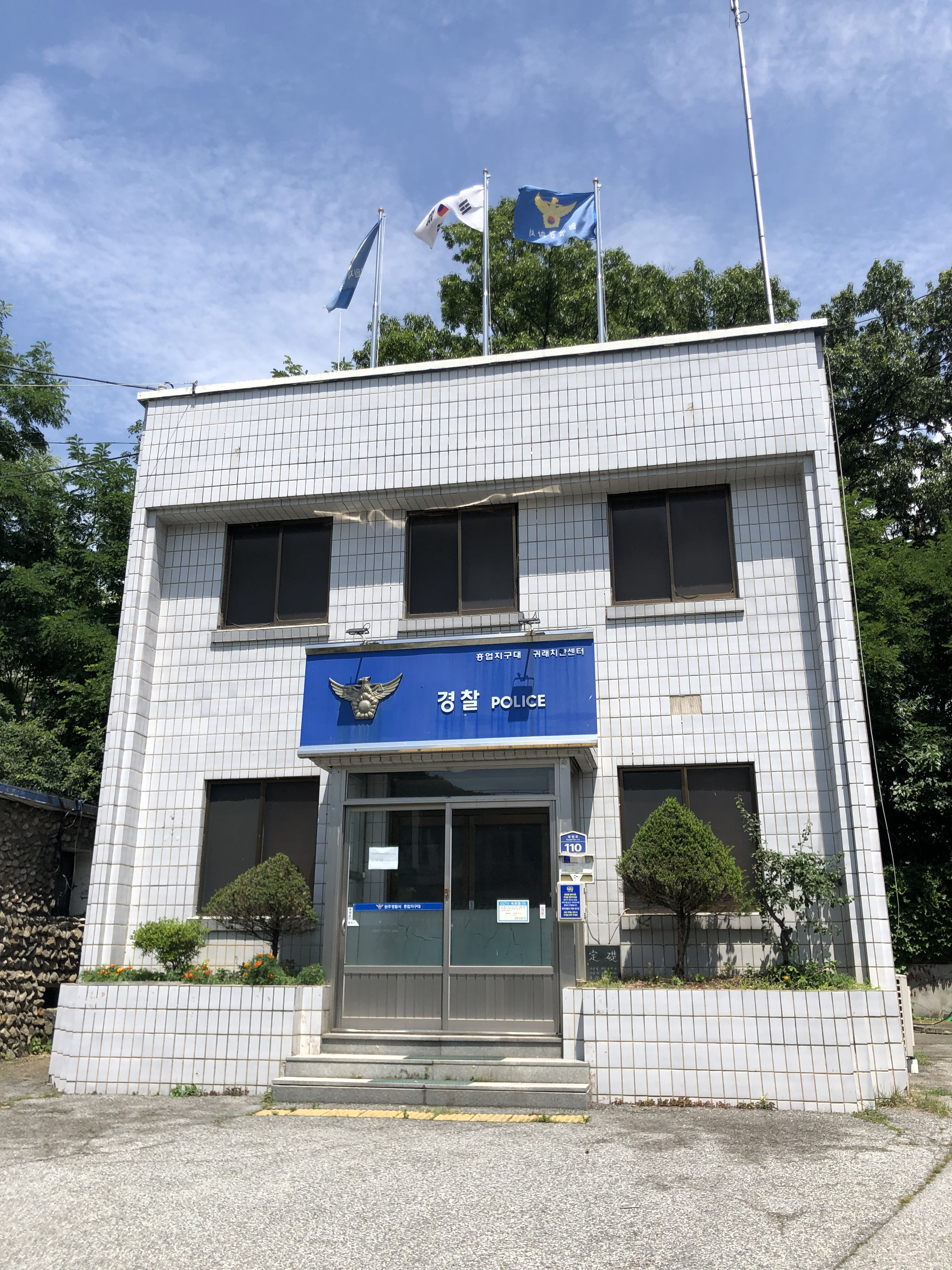
귀래치안센터
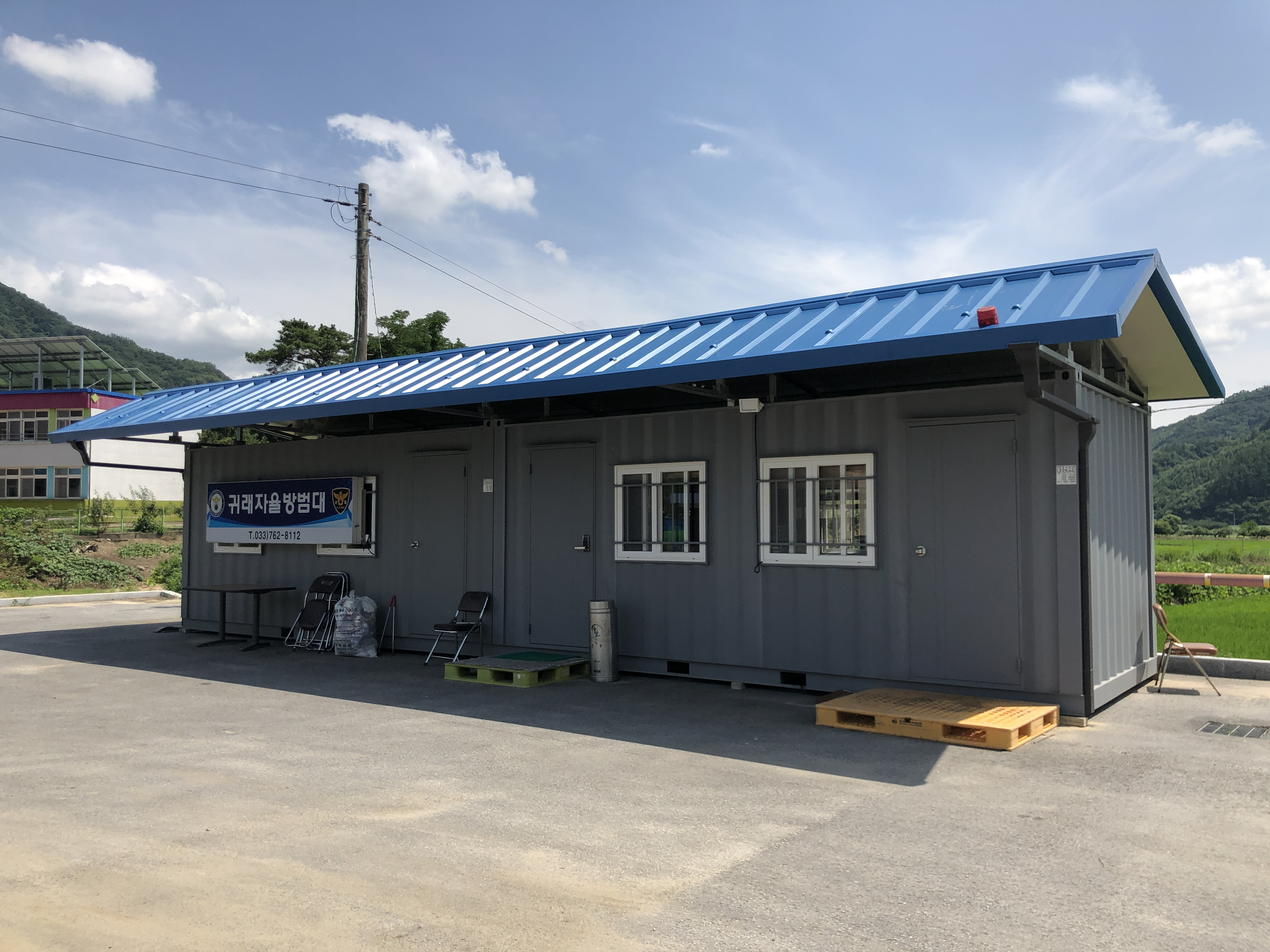
귀래자율방범대
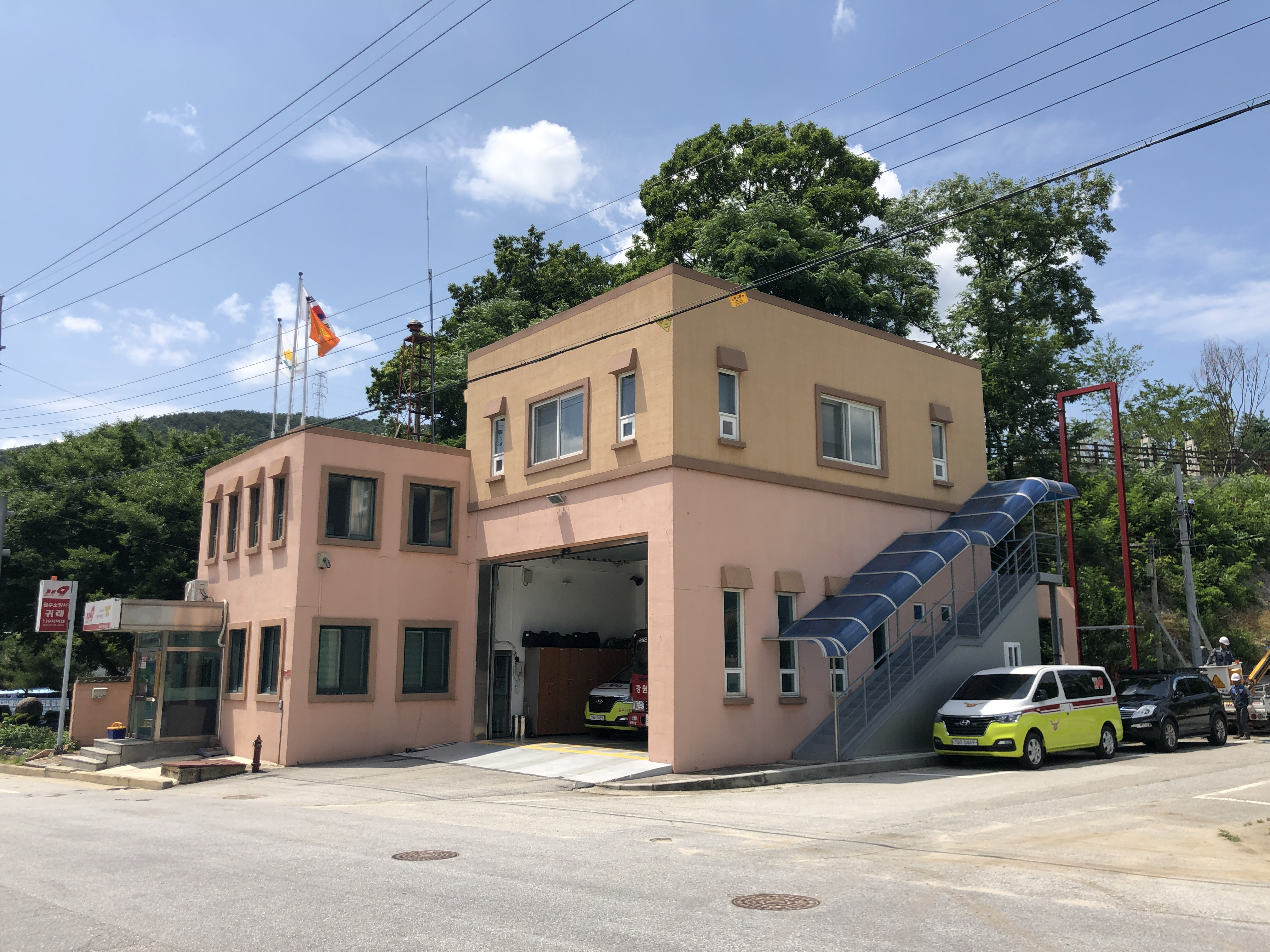
귀래119지역대
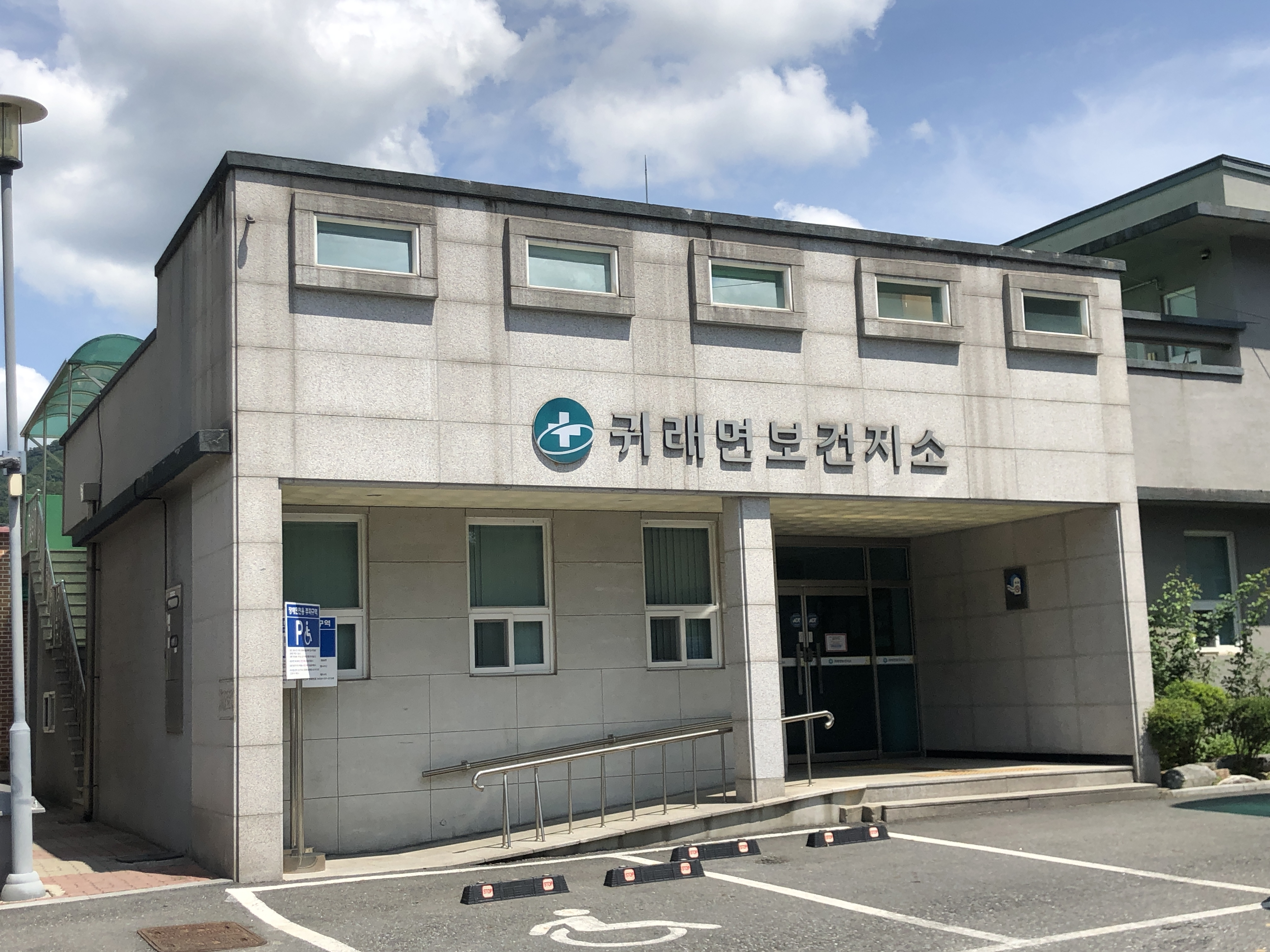
귀래면보건지소